# 夏目桂輔
夏目 桂輔（なつめ けいすけ、12月12日 - ）は、日本の男性声優。愛知県豊橋市出身。ワイスプロダクション所属。

## 人物
キウイフルーツが好きで、公式プロフィールの趣味欄にも「キウイ摂取」とある。
アニメ収録に望む際は、自分の好きなことを仕事して現場に向かえる状況に対し、「楽しみ」「ワクワク」の気持ちが大きいという。声優業を始めたことで、人に感謝するという気持ちの実感が強くなったと語る。
声優としては何にでも挑戦していきたいという思いがある。その中でも、格闘ゲームに声を当ててみたいという気持ちがある。

## 出演
太字はメインキャラクター。

### テレビアニメ
2012年
- 神様はじめました

2014年
- 俺、ツインテールになります。（エレメリアンC）

2015年
- GON -ゴン-〈2期〉（ウィニー、トガ）
- 城下町のダンデライオン（男子生徒）

2016年
- この美術部には問題がある!（男子生徒）
- ネトゲの嫁は女の子じゃないと思った?（コンビニ店員）

2018年
- 京都寺町三条のホームズ（大学生）

2019年
- ノブナガ先生の幼な妻（居酒屋店員）

2025年
- 自動販売機に生まれ変わった俺は迷宮を彷徨う 2nd season（住人）

### 劇場アニメ
- 音楽少女（2015年）
- バケモノの子（2015年）

### ゲーム
- ソードアート・オンライン -ロスト・ソング-（2015年）
- ヤマダパズル たぷたん（2015年、ぽん兵衛[11]）
- 戦国幻武〜本格軍勢バトル〜（2018年、真田信之[12]、島津義弘[13]）
- 異世界カレシ（2018年、マキシミリアン・ウォーリア[14][15]）
- 隣人-Neighbor-（2018年、アンナ[16]）
- アルケミアストーリー（2021年、クランプス）
- インディゴ7（2022年、ネイサン[17]）

### ドラマCD
- 魔界王子 devils and realist（2014年）　※コミック10巻限定版付属ドラマCD
- BROTHERS CONFLICT「熱血」（2014年）　※OVA第1巻特典スペシャルドラマCD
- ガッチャマン クラウズ インサイト 「受け継がれる意志〜それぞれの物語」（2015年）[18]　※特典ドラマCD vol.4
- ことりことり -宴の壱-「業」（2019年、矢野[19]）
- 煌めきのアイドレスタ（2019年、鏡乃そら[20]）※クラウドファンディング返礼品ドラマCD
- 歌謡星間大戦ヴァルディーン（2019年、佐々木秀二[21]）※クラウドファンディング返礼品ドラマCD（同内容のダウンロード版もあり）

### ボイスドラマ
- 音声朗読劇「櫻〜雪華章〜」（2018年、藤吉[22]）
- VARIANT Re:CORD 第2章 灼熱砂漠の民・ヴァーヴァル編（2018年、オリバン[23]）
- 迷宮教室（2021年、次元遊[24]）
- おチビがうちにやってきた!（2021年、横山颯太[25]）
- 革命のソルホライズン-The Revolution of SolHorizon-（時期不明、黒須君人[26]）

### オーディオブック
- 森のえほん館「おなら ぷーぷーぷー」（2019年）[27]
- 森のえほん館「じゅげむ」（2019年）[28]

### デジタルコミック
- 隣のケモノが偏愛したがる（2020年、如月玲音[29]）
- 見習い夫婦（2020年）
- 書けないこととか、いけないこととか（2020年、大輔[30]）
- 私が甲子園に連れてったる!!（2020年、坂本雷八[31]）
- 負けヒロインを勝たせたい!!（2021年、えいくん）
- Fけん（2021年、浅間）
- ウィッチウォッチ（2021年、犬塚）
- Reプレイボール（2021年、伊吹京悟）
- 早乙女姉妹は漫画のためなら!?（2021年、早乙女モブユキ[32]）
- 迷宮教室（2021年、次元遊）
- PPPPPP（2021年、正志）
- ヨド・ヴィーナス（2022年、ペス）
- 失恋ビギニング（2022年、黄銅鑼きりん）

### 吹き替え

#### アニメ
- レゴ ニンジャゴー デジタルワールド編（2015年、家来、囚人、男子生徒、ニンドロイド）
- レゴ ニンジャゴー 天空の海賊編（2016年、クランチー[33]、ホネホネ[34]）
- れいぞうこのくにのココモン3（2017年、カビキング[35]）
- トレインズ -TRAINS-（2018年、ファンタスティック[36]）
- スーパーブック シーズン2（2019年、トビヤ 他）
- レゴ ニンジャゴー 炎の章（2019年、チャリコ[37]）

### 舞台
- 朗読劇「らせんかいろ」（2017年12月8日 - 12月10日、池袋GEKIBA）[38]
- THE HORROR!! #1（2018年10月6日、ココマルシアター）朗読劇「業」矢野 役[39]
- 奇怪談朗読「BAR妖禍師堂」（2019年6月18日[40]・9月17日[41]、中野heavysick ZERO）

### その他コンテンツ
- テレビCM 大塚製薬「ポカリスエット サンクス篇」（2016年）[42]